# 太蓬山古建築群
太蓬山古建築群位於四川省南充市營山縣，文物遺址年代判定為清代。2007年6月1日公佈為四川省第七批文物保護單位。